# Muru (Estland)
Muru is een plaats in de Estlandse gemeente Rakvere vald, provincie Lääne-Virumaa. De plaats telt 34 inwoners (2021) en heeft de status van dorp (Estisch: küla).
Muru lag tot in oktober 2017 in de gemeente Sõmeru. In die maand ging Sõmeru op in de gemeente Rakvere vald.
Langs de zuidgrens van het dorp loopt de Põhimaantee 1, de hoofdweg van Tallinn naar Narva. Langs de oostgrens loopt over een korte afstand de rivier Kunda. De dichtstbijzijnde grotere plaats is Uhtna, ten noordoosten van Muru.

## Geschiedenis
Muru werd in 1870 voor het eerst genoemd onder de naam Murro en bestond toen uit twee boerderijen op het landgoed van Uchten (Uhtna). Rond 1900 groeide Muru uit tot dorp.
Tussen 1977 en 1997 maakte het dorp deel uit van het buurdorp Uhtna.